# Pekuncen (Pegandon)
Pekuncen is een bestuurslaag in het regentschap Kendal van de provincie Midden-Java, Indonesië. Pekuncen telt 1664 inwoners (volkstelling 2010).